# Григорьев, Михаил Васильевич (полковник)
Михаил Васильевич Григорьев (10.10.1876 — 11.07.1917) — русский офицер, генерал—майор, командир 12-го пехотного Великолуцкого полка, кавалер Ордена Святого Великомученика и Победоносца Георгия IV-й степени, участник Первой мировой войны. Убит в бою у д. Кипячка.

## Биография
Православный, из мещан г. Сердобска Саратовской губернии. Общее образование получил в Саратовском Александро-Мариинском реальном училище, военное — в Казанском пехотном юнкерском училище по 1 разряду.
Участник Русско-японской войны 1904—1905 гг., был ранен в сражении при Ляояне.
Участник Первой мировой войны. Начальник команды разведчиков, ранен 14.01.1915 у д. Гориславица. Полковник, командир 12-го пехотного Великолуцкого полка, кавалер Ордена Святого Великомученика и Победоносца Георгия IV-й степени.
Убит в бою у д. Кипячка, исключен из списков убитым в бою с неприятелем (ПАФ 27.07.1917).
Полковник М. В. Григорьев награждён орденом Святого Георгия IV-й степени за то, что

"…. 25 мая 1916 г. в бою у д. Сонанов, командуя батальоном, под убийственным огнем противника, не взирая на выбытие из строя всех офицеров батальона убитыми и ранеными и большие потери в нижних чинах, прорвал две линии сильно укрепленной позиции противника, взяв при этом в плен 19 офицеров, в том числе командира Ландверного австрийского полка и 400 нижних чинов и захватив 1 мортирное траншейное орудие, 2 пулемёта и много другой военной добычи.

## Награды
- 1904 г. — орден Св. Станислав III ст. с мечами и бантом[4],
- 1904 г. — орден Св. Анна III ст. с мечами и бантом,
- 1905 г. — орден Св. Анна IV ст. с надписью «За храбрость»,
- 1916 г. — орден Св. Владимир IV ст. с мечами и бантом,
- 1917 г. — орден Святого Владимира III-й степени,
- 1917 г. — орден Святого Георгия IV-й степени.